# 大平町 (横浜市)
大平町（おおひらちょう）は、神奈川県横浜市中区の町名。丁番を持たない単独町名である。住居表示未実施区域。

## 地理
中区の南東部で磯子区と南区の境界付近に位置し、東に山元町、西に磯子区上町、南に大芝台、北に南区平楽と接している。

## 歴史

### 沿革
- 1933年（昭和8年）4月1日 - 根岸町、中村町の各一部を編入し、大平町を新設設置[6]。

## 世帯数と人口
2025年（令和7年）6月30日現在（横浜市発表）の世帯数と人口は以下の通りである。
| 町丁   | 世帯数  | 人口  |
| ------ | ------- | ----- |
| 大平町 | 470世帯 | 794人 |

### 人口の変遷
国勢調査による人口の推移。
| 年                 | 人口  |
| ------------------ | ----- |
| 1995年（平成7年）  | 1,164 |
| 2000年（平成12年） | 1,057 |
| 2005年（平成17年） | 1,054 |
| 2010年（平成22年） | 939   |
| 2015年（平成27年） | 844   |
| 2020年（令和2年）  | 764   |

### 世帯数の変遷
国勢調査による世帯数の推移。
| 年                 | 世帯数 |
| ------------------ | ------ |
| 1995年（平成7年）  | 474    |
| 2000年（平成12年） | 438    |
| 2005年（平成17年） | 446    |
| 2010年（平成22年） | 434    |
| 2015年（平成27年） | 416    |
| 2020年（令和2年）  | 422    |

## 学区
市立小・中学校に通う場合、学区は以下の通りとなる（2024年11月時点）。
| 番地 | 小学校             | 中学校             |
| ---- | ------------------ | ------------------ |
| 全域 | 横浜市立山元小学校 | 横浜市立平楽中学校 |

## 事業所
2021年現在の経済センサス調査による事業所数と従業員数は以下の通りである。
| 町丁   | 事業所数 | 従業員数 |
| ------ | -------- | -------- |
| 大平町 | 24事業所 | 82人     |

### 事業者数の変遷
経済センサスによる事業所数の推移。
| 年                 | 事業者数 |
| ------------------ | -------- |
| 2016年（平成28年） | 26       |
| 2021年（令和3年）  | 24       |

### 従業員数の変遷
経済センサスによる従業員数の推移。
| 年                 | 従業員数 |
| ------------------ | -------- |
| 2016年（平成28年） | 92       |
| 2021年（令和3年）  | 82       |

## 施設
- 大圓寺
- 西有寺

## その他

### 日本郵便
- 郵便番号：231-0859[3]（集配局：横浜港郵便局[16]）

### 警察
町内の警察の管轄区域は以下の通りである。
| 番・番地等 | 警察署     | 交番・駐在所 |
| ---------- | ---------- | ------------ |
| 全域       | 山手警察署 | 山元町交番   |